# Ambassade
En ambassade er en stats diplomatiske repræsentation i en fremmed stat. Ambassadens opgaver består navnlig i:
- at repræsentere udsenderstaten i modtagerstaten,
- at beskytte udsenderstatens og dens statsborgeres interesser i modtagerstaten inden for de af folkeretten tilladte rammer,
- at forhandle med modtagerstatens regering,
- på enhver lovlig måde at skaffe sig oplysning om forhold og udvikling i modtagerstaten og indberette herom til udsenderstatens regering,
- at fremme de gode forbindelser og udvikle de økonomiske, kulturelle og videnskabelige forbindelser mellem udsenderstaten og modtagerstaten.

Desuden kan en ambassade varetage alle de opgaver, som et konsulat kan varetage.
Ambassaden ledes af en udsendt embedsmand, normalt med rang af ambassadør, og er derudover bemandet med udsendte og lokalt ansatte medarbejdere.
Ambassaden er beliggende i det fremmede lands hovedstad eller regeringssæde, og for at lette ambassadernes arbejde tilstås de visse immuniteter og privilegier, som er fastlagt i Wienerkonventionen om diplomatiske forbindelser.
Et ambassadekontor er en afdeling af en ambassade, som ligger i et andet land. Ambassadøren vil som oftest være sideakkrediteret fra dette andet land, mens ambassadekontoret i det daglige ledes af en chargé d'affaires a.i. 
I Berlin ligger de nordiske landes ambassader på samme grund. Ambassaderne blev indviet i 1999. Også i enkelte andre lande har to eller flere nordiske lande et samarbejde om lokaler, ofte benævnt kancellier. 

## De danske ambassader
Danmark har 80 ambassader i udlandet inklusive 2 ambassadekontorer. De største ambassader ligger i Washington DC og Berlin.